# Ronnie Lee Gardner
Ronnie Lee Gardner (Salt Lake City, 16 gennaio 1961 – Salt Lake City, 18 giugno 2010) è stato un criminale statunitense, condannato a morte dallo stato dello Utah e giustiziato tramite fucilazione.

## Biografia
Gardner nacque il 16 gennaio 1961 da Dan Gardner e Ruth Lucas, entrambi alcolizzati. Cresciuto dalla sorella, otto anni più vecchia di lui, durante l'infanzia fu più volte molestato dal fratello maggiore ed ebbe problemi con la giustizia già durante l'adolescenza. Ebbe un figlio ed una figlia da Debra Bischoff, e lo stesso mese in cui nacque il figlio, nel 1980, fu rinchiuso in carcere per rapina. Il 6 agosto 1984 riuscì a fuggire dal centro di sanità mentale, in cui era stato rinchiuso fingendosi malato, attaccando Don Leavitt, la guardia addetta alla sua stessa sorveglianza.
Il 9 ottobre dello stesso anno uccise un barista di Salt Lake City, Melvyn Otterstrom, durante una rapina. Il 2 aprile 1985, nel tentativo di fuggire durante il processo contro di lui in seguito a tal reato, uccise il procuratore Michael Bardell. Fu quindi condannato a morte il 22 ottobre 1985. Gli venne concesso di scegliere tra l'iniezione letale e la fucilazione ed egli scelse la seconda. Sebbene la data dell'esecuzione fosse postuma all'abolizione nello Utah di tale metodo, la condanna era avvenuta prima di tale abolizione e pertanto le volontà del condannato vennero rispettate. Dal ripristino della pena di morte negli Stati Uniti, soltanto due condannati erano stati giustiziati per fucilazione (entrambi nello Utah): Gary Gilmore nel 1977 e John Albert Taylor nel 1996.

## Difesa
La difesa sostenne l'infermità mentale dell'assistito, dovuta ad una meningite occorsagli quando aveva quattro anni e anche all'inalazione di sostanze tossiche. La United States Court of Appeals for the Tenth Circuit, respinse questa difesa. Sebbene egli volesse fermare i tentativi di appello (tentò tre volte di farlo) i suoi avvocati lo convinsero ad andare avanti. La Corte Suprema degli Stati Uniti respinse l'istanza presentata il giorno prima dell'esecuzione sebbene due suoi giudici, John Paul Stevens e Stephen Breyer, avrebbero preferito sospenderla almeno temporaneamente. Il governatore dello Stato, Gary Herbert, non concedette la grazia e si procedette all'esecuzione tra le proteste degli oppositori alla pena di morte.

## Esecuzione
Martedì 15 giugno 2010 Gardner consumò il suo ultimo pasto a base di bistecca, 7 Up, torta di mela, gelato alla vaniglia e aragosta prima di iniziare un digiuno di 48 ore, guardando la trilogia del Signore degli Anelli e leggendo il libro Divine Justice. Il digiuno sarebbe dovuto a motivi spirituali, a causa della sua fede mormona. Quando gli venne chiesto se aveva delle ultime parole da pronunciare, rispose di no. La condanna fu eseguita alle 12:15, ora locale, da un plotone di cinque uomini. Gardner fu dichiarato morto due minuti dopo. Nessuno poté assistere all'esecuzione, su sua esplicita richiesta.